# 黃鈴娟
黃鈴娟（1994年12月6日—）為臺灣女子籃球運動員，場上位置為前鋒，目前效力於國泰女籃。

## 個人年表
- 土庫國小女子籃球隊
- 永仁高中女子籃球隊
- 文化大學女子籃球隊[1]
- 2017年夏季世界大學運動會中華女籃代表隊
- 2018年第四十屆威廉瓊斯盃國際籃球邀請賽中華女籃代表隊（藍隊）[2]
- 國泰人壽女子籃球隊

## 外部連結
- 黃鈴娟在fiba.basketball（英语）
- 黃鈴娟在fiba.basketball（英语）
- 黃鈴娟在Eurobasket.com（球員）（英语）
- 黃鈴娟在Flashscore（英语）